# Ivana Márová
Ivana Márová (* 23. července 1959 Vsetín) je česká biochemička, ředitelka Ústavu chemie potravin a biotechnologií Fakulty chemické Vysokého učení technického v Brně.

## Život
Narodila se ve Vsetíně 23. července 1959. V letech 1974–1978 absolvovala gymnázium v Novém Mestě nad Váhom. Poté v letech 1978–1985 vystudovala obor biochemie na Přírodovědecké fakultě Univerzity Jana Evangelisty Purkyně (PřF UJEP, později Masarykovy univerzity) v Brně a získala doktorát z přírodních věd. Do roku 1988, kdy odešla na mateřskou dovolenou, působila na Katedře mikrobiologie PřF UJEP.
V roce 1990 nastoupila do klinického výzkumu na Lékařskou fakultu Masarykovy univerzity (LF MU), konkrétně do Laboratoře biochemie kůže, v níž působila do roku 1997 jako vedoucí odborně-technická pracovnice a zabývala se biochemickou podstatou metabolických komplikací. Mezitím v roce 1993 obhájila disertační práci na téma „Příspěvek ke studiu metabolismu poly-3-hydroxybutyrátu u bakterií“.
V roce 1997 přešla na Fakultu chemickou Vysokého učení technického v Brně (FCH VUT), kde začala biochemii vyučovat a posléze se stala ředitelkou Ústavu chemie potravin a biotechnologií. V roce 2004 obhájila habilitační práci na téma „Vliv stresových faktorů na vybrané druhy organismů“ a stala se docentkou. V prosinci 2014 převzala z rukou ministra školství, mládeže a tělovýchovy Marcela Chládka profesorský jmenovací dekret. V letech 2004–2006 byla navíc proděkankou pro vnější vztahy FCH VUT.
Vedle biochemie se věnovala také výzkumu a vyučování v oblasti biologie mikroorganismů a využívání odpadních hmot k výrobě látek s vysokou přidanou hodnotou ad. K tématu své disertační práce se vrátila znovu jako vedoucí skupiny Biotechnologie a biomateriály v Centru materiálového výzkumu FCH VUT, kde se podařilo vyvinout technologii mikrobiální výroby bioplastů z použitého fritovacího oleje. O spolupráci na vývoji projevilo zájem centrum nanotechnologií Národní univerzity v Singapuru. V roce 2015 za technologii nazvanou Hydal získala tzv. „technologického Oskara“, prestižní cenu světové agentury Frost & Sullivan vyhodnocující přínos nových poznatků k rozvoji lidstva. Na dalším uvedení technologie do praxe spolupracovala se společností Nafigate a za podpory Technologické agentury České republiky.
V souvislosti s úspěchy při vývoji zmíněné technologie v únoru 2016 převzala z rukou brněnského primátora Petra Vokřála Cenu města Brna za rok 2015 v oblasti technické vědy.
K červnu 2015 měla 2 dospělé děti a 2 vnučky.